# サンオーガスティン郡 (テキサス州)
サンオーガスティン郡（サンオーガスティンぐん、英: San Augustine County）は、アメリカ合衆国テキサス州の東部に位置する郡である。2010年国勢調査での人口は8,865人であり、2000年の8,946人から0.9%減少した。郡庁所在地はサンオーガスティン市（人口2,108人）であり、同郡で人口最大の都市でもある。

## 歴史
サンオーガスティン郡は1837年に設立され、郡名は聖アウグスティヌスに因んで名付けられた。

## 地理
アメリカ合衆国国勢調査局に拠れば、郡域全面積は592平方マイル (1,534 km2)であり、このうち陸地528平方マイル (1,367 km2)、水域は64平方マイル (167 km2)で水域率は10.86%である。

### 主要高規格道路
- アメリカ国道96号線
- テキサス州道21号線
- テキサス州道103号線
- テキサス州道147号線

### 隣接する郡
- シェルビー郡 - 北
- サビーン郡 - 東
- ジャスパー郡 - 南
- アンジェリーナ郡 - 南西
- ナカドーチェス郡 - 西

### 国立保護地域
- アンジェリーナ国立の森（部分）
- サビーン国立の森（部分）

## 人口動態
以下は2000年の国勢調査による人口統計データである。
| 基礎データ - 人口: 8,946人 - 世帯数: 3,575 世帯 - 家族数: 2,5207 家族 - 人口密度: 7人/km2（17人/mi2） - 住居数: 5,356軒 - 住居密度: 4軒/km2（10軒/mi2） 人種別人口構成 - 白人: 69.26% - アフリカン・アメリカン: 27.95% - ネイティブ・アメリカン: 0.20% - アジア人: 0.20% - その他の人種: 1.64% - 混血: 0.75% - ヒスパニック・ラテン系: 3.58% 年齢別人口構成 - 18歳未満: 23.7% - 18-24歳: 6.8% - 25-44歳: 23.0% - 45-64歳: 25.1% - 65歳以上: 21.4% - 年齢の中央値: 42歳 - 性比（女性100人あたり男性の人口） - 総人口: 92.1 - 18歳以上: 85.9 | 世帯と家族（対世帯数） - 18歳未満の子供がいる: 26.8% - 結婚・同居している夫婦: 53.5% - 未婚・離婚・死別女性が世帯主: 13.5% - 非家族世帯: 29.5% - 単身世帯: 27.0% - 65歳以上の老人1人暮らし: 14.9% - 平均構成人数 - 世帯: 2.43人 - 家族: 2.93人 収入と家計 - 収入の中央値 - 世帯: 27,025米ドル - 家族: 32,772米ドル - 性別 - 男性: 28,395米ドル - 女性: 18,925米ドル - 人口1人あたり収入: 15,548米ドル - 貧困線以下 - 対人口: 21.2% - 対家族数: 15.6% - 18歳未満: 30.7% - 65歳以上: 20.1% |

## 児童の写真

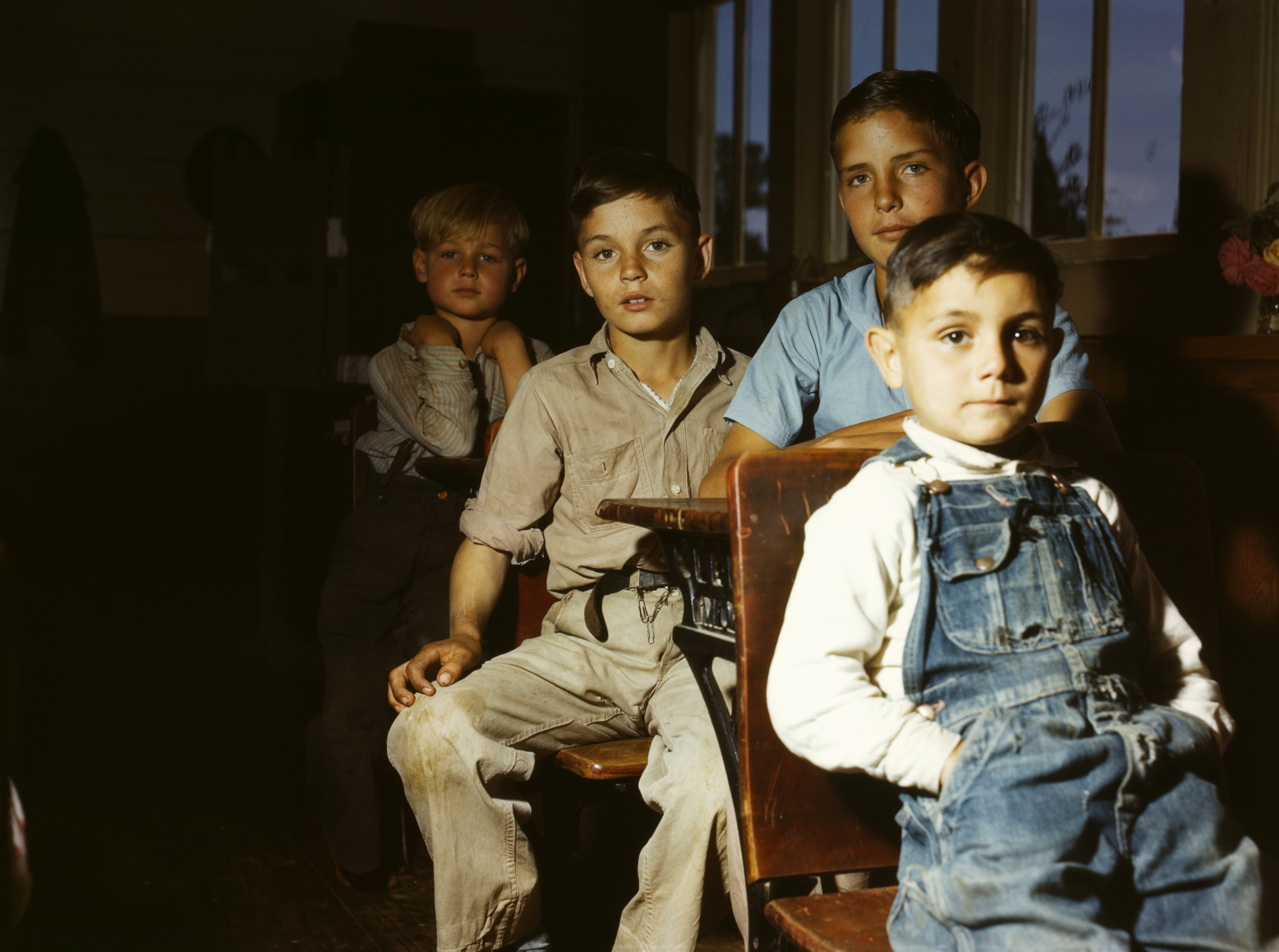
田園部学校の児童、ジョン・ベイション撮影

1943年、写真家ジョン・ベイションが農業安定局のFSAプロジェクトのために郡内田園部学校の児童を撮影した。

## 都市と町
- ブローダス
- サンオーガスティン - 郡庁所在地

### 昔の町
- ベニナ